# 高木宏壽
高木 宏壽（たかぎ ひろひさ、1960年4月9日 - ）は、日本の政治家、米国公認会計士。自由民主党所属の元衆議院議員（3期）。
父は元北海道議会議員の高木繁光。

## 経歴
北海道札幌市豊平区月寒で生まれ、北海道教育大学附属札幌小学校、同中学校、北海道札幌月寒高等学校を経て、防衛大学校人文・社会科学専攻課程を中退し、慶應義塾大学法学部を卒業する。後年にウエスタンワシントン大学でMBAを取得する。
1987年に北海道拓殖銀行へ入行し、丸の内支店、東京本部国際企画部、ロスアンゼルス支店、本店営業部で勤務する。
1995年に北海道警察で特別捜査官として採用され、警部として来日外国人犯罪捜査などを担当し、札幌方面管轄の警察署で刑事課長を務める。
2001年に朝日監査法人へ入社し、米国公認会計士としてリスクコンサルティング業務に従事する。のちにKPMG FASで勤務する。
2007年北海道議会議員選挙で札幌市豊平区選挙区から立候補して初当選する。2012年11月に2期目途中で辞職し、12月の第46回衆議院議員総選挙で北海道3区に自由民主党から立候補し、民主党の元内閣府特命担当大臣荒井聰を破り、初当選する。荒井は比例復活する。
2014年12月の第47回衆議院議員総選挙で、民主党の荒井を破り再選される。荒井は比例復活する。2015年10月に第3次安倍第1次改造内閣で、内閣府大臣政務官兼復興大臣政務官に就く。
2017年10月の第48回衆議院議員総選挙で118,961票を得票するも立憲民主党公認の荒井聰に破れて落選。比例復活もならず。比例復活を除く全国最多得票の落選となった。
2021年10月の第49回衆議院議員総選挙で、立憲民主党の荒井優（荒井聰の長男）を破り3選を果たし、4年ぶりに国政復帰した。荒井は比例復活した。
2023年9月、第2次岸田改造内閣で復興副大臣に就任。
2024年9月27日に行われた自民党総裁選挙において小林鷹之の推薦人に名を連ねた。1回目の投票では小林に投じ、得票数1位の高市早苗と2位の石破茂が進んだ決選投票では石破に投じた。
同年10月15日、第50回衆議院議員総選挙が公示され、北海道3区からは高木、立憲民主党現職の荒井、日本共産党新人の元札幌市議会議員の伊藤理智子、日本維新の会新人の元道議の鳥越良孝など計5人が立候補した。10月17日に日本経済新聞が序盤情勢を発表し、「荒井と高木が横一線」と報じた。10月23日、しんぶん赤旗は、自民党が裏金問題で非公認となった候補の所属支部にそれぞれ2000万円を支給していたことをスクープした。同紙の報道により終盤情勢は一変した。10月27日の投開票の結果、荒井が2期目の当選を果たした。自民党は前回選から比例北海道ブロックの獲得議席数を一つ減らし、3議席を獲得。単独1位の伊東良孝を除く2議席のうち、向山淳が2番目の惜敗率（84.909％）で当選した。3番目の惜敗率（82.976％）だった高木は議席を失った。　
落選後、次期衆院選において北海道10区に代わる公明党が候補者を擁立する選挙区として、高木が地盤とする北海道3区が調整されていることが明らかになった。これに対し高木や地元は反発し、2025年5月27日に自民党の木原誠二選挙対策委員長は北海道3区で公明党候補を支援する方針を撤回したと明らかにした。その後、再検討の末、自民党現職の中村裕之が地盤としている北海道4区で公明党が候補を擁立し、中村は比例北海道ブロックに回る見通しとなった。

## 政策・主張

### 憲法
- 憲法改正について、2017年、2021年、2024年のアンケートで「賛成」と回答[19][20][21]。
- 改正すべき項目として「自衛隊の保持を明記する」「教育の充実に向けた環境整備を行う旨を明記する」「緊急事態に関する条項を新設する」と主張[22]。
- 憲法9条への自衛隊の明記について、2021年、2024年のNHKのアンケートで「賛成」と回答[23][21]。
- 憲法を改正し緊急事態条項を設けることについて、2021年の毎日新聞社、2024年のNHKのアンケートで「賛成」と回答[24][21]。

### 外交・安全保障
- 安全保障関連法の成立について、2017年のアンケートで「評価する」と回答[19]。

- 「他国からの攻撃が予想される場合には敵基地攻撃もためらうべきではない」との問題提起に対し、2021年のアンケートで「どちらかと言えば賛成」と回答[20]。

- 「北朝鮮に対しては対話よりも圧力を優先すべきだ」との問題提起に対し、2017年、2021年のアンケートで「どちらかと言えば賛成」と回答[19][20]。

- 普天間基地の辺野古移設について、2021年のアンケートで「どちらかと言えば賛成」と回答[20]。

- 徴用工訴訟などの歴史問題をめぐる日韓の関係悪化についてどう考えるかとの問いに対し、2021年の毎日新聞社のアンケートで「政府の今の外交方針でよい」と回答[24]。

- 集団的自衛権の見直しに賛成[25]。

- 中国に対し「強い態度で臨むべき」[25]。

### ジェンダー
- 選択的夫婦別姓制度の導入についての各メディアのアンケートの結果は以下のとおり。
  - 2014年 - 朝日新聞社には「反対」と回答[26]
  - 2017年 - 朝日新聞社には「反対」と回答[19]。
  - 2021年 - 朝日新聞社には「どちらかといえば反対」と回答[20]。毎日新聞社には「反対」回答[24]。
  - 2024年 - NHKには回答しなかった[21]。

- 同性婚を可能とする法改正についての各メディアのアンケートの結果は以下のとおり。
  - 2017年 - 朝日新聞社には「反対」と回答[19]。
  - 2021年 - 朝日新聞社には「どちらかといえば反対」と回答[20]。「同性婚を制度として認めるべきだと考るか」との毎日新聞社のアンケートに対し「認めるべきでない」と回答[24]。
  - 2024年 - NHKには回答しなかった[21]。

- 「LGBTなど性的少数者をめぐる理解増進法案を早期に成立させるべきか」との問題提起に対し、2021年の朝日新聞社のアンケートで「どちらかといえば反対」と回答[20]。
- クオータ制の導入について、2021年の毎日新聞社のアンケートで「反対」と回答し[24]、同年のNHKのアンケートで「どちらかといえば反対」と回答[23]。2024年のNHKのアンケートで「反対」と回答[23]。

### 新型コロナウイルス対策
- 自民党の札幌支部連合会会長として、札幌市長に対して、医療体制の強化や緊急経済対策を盛り込んだ緊急要望を２度にわたり提出するなどしている[27][28]。
- 感染対策と経済対策は表裏一体であるとし、医療体制を強化し行動制限を緩和することが最大の景気対策だと考えている。また国産ワクチンと治療薬の早期導入を目指す考えも示している。直接被害を受けた産業や生活困窮者への所得補償や給付と合わせ、政府として具体的な営業指針をまとめるべきとしている[29]。

### 社会保障
- 内閣府大臣政務官に就任した際、住み慣れた地域で安心して暮らすための「地域包括ケアシステム」のモデルづくりに注力した。高齢者や障がい者。子どもなどの色々な層が同じコミュニティの中で暮らす「共生社会」の実現を札幌で目指したいとしている[27]。
- 政治の最大の責務は国民の生命、財産、安全を守ることであると考えている。今後　2025年問題、2040年問題と日本の少子高齢化もピークを迎えることを指摘し、社会保障費の問題にも直結するこの問題について、未来を見据えた社会の構造設計が必要だとしている。高齢者をはじめ、障がい者の方々や子育て世代にも拡充し、バランス良く支えていく全世代型社会保障に転換、充実していく必要があるとも訴えている[29]。
- どれだけ子どもや教育に資金を投入できるかで、子どもの未来、国家の未来が決まってくると考えている。その上で日本は他国と比べて教育への公的財政支出が乏しいこと、奨学金制度も貧弱であることを指摘し、安心して暮らすことのできる社会の土台である教育を機能させていく必要あると訴えている。また社会保障を大きな目でとらえると人間形成の場である教育からスタートするので、さらなる教育環境を整備していくとしている[29]。

### その他
- アベノミクスについて、2017年のアンケートで「評価する」と回答[19]。
- 安倍内閣による森友学園問題・加計学園問題への対応について、2017年のアンケートで「どちらとも言えない」と回答[19]。
- 森友学園への国有地売却をめぐる公文書改竄問題で、2021年5月6日、国は「赤木ファイル」の存在を初めて認めた[30]。しかし5月13日、菅義偉首相はファイルの存在を踏まえた再調査を行わない考えを報道各社に書面で示した[31]。9月の自民党総裁選挙で総裁に選出された岸田文雄も10月11日、衆議院本会議の代表質問で再調査の実施を否定した[32]。国の対応をどう考えるかとの同年の毎日新聞社のアンケートに対し「これ以上、調査や説明は必要ない」と回答[24]。
- 女性宮家の創設に反対[25]。
- 原発ゼロ政策に反対[25]。
- 2013年11月26日、特定秘密保護法案の採決で賛成票を投じている[33]。

## 人物

### 統一教会との関係
- 2015年8月28日、高木が代表を務める「自由民主党北海道第3選挙区支部」は札幌市内のホテルで政治資金パーティーを開催。7日前の8月21日、世界平和統一家庭連合（旧統一教会）の関連団体「世界平和連合北海道連合会」は同支部に会費25万円を支払った[34]。
- 2017年6月、旧統一教会の関連団体「北海道平和大使協議会」「世界平和連合北海道連合会」が「アカデミーフォーラム懇親会」を開催。高木は同イベントを後援し、自身も出席した[35]。
- 2022年2月、旧統一教会の関連団体「天宙平和連合」が韓国で行ったイベントに日本側の会場から参加。日本からの中継の司会を担い、「私は日本の衆議院議員、高木宏寿です。きょうはIAPP（世界平和国会議員連合）ジャパンのメンバーが集まりました」と英語で挨拶した[36]。
- 2022年6月13日、「天宙平和連合」が創設した世界平和国会議員連合の日本の議員連盟「日本・世界平和議員連合懇談会」の総会が開催された。高木は同議連に参加し、幹事に就任した。総会では顧問である国際勝共連合会長の梶栗正義が講演をし、統一教会の関連団体「平和政策研究所（IPP）」が発行する「政策情報レポート」が配られた。総会資料のアンケート用紙には、梶栗が会長を務める統一教会の友好団体「世界平和連合」に関する記述があり、「次期参議院選挙の地方区で、世界平和連合の応援を希望する議員がおられればお書き下さい」と書かれてあった[37]。
- 2022年8月、旧統一教会との関わりについて問われた北海道新聞のアンケートに対し、「個別の問い合わせには回答していない」として回答を拒否した[38]。

### 大臣規則に違反
2024年7月1日、復興副大臣に就任後も、合同会社「HTプロパティーズ」の代表社員を務めていたことが判明した。同社は自身が所有する賃貸マンション等を管理するため、節税対策として設立された、高木に家賃収入分を給与として支払っていた。国務大臣、副大臣及び大臣政務官規範では、報酬の有無に関わらず、営利企業の役員を兼務することを禁じている。
高木は「副大臣に就任後は会社からの報酬は受け取っていない。実態としては私個人の資産管理会社であり、営利企業にあたるという認識はない」としている。また、「大臣規範の趣旨を踏まえ、代表社員を辞任することにした」と述べた。

### その他
- 防衛大学校入校同期に、佐藤正久（自由民主党参議院議員）がいる[3]。

## 所属団体・議員連盟
- 自民党たばこ議員連盟[42]
- 日本会議国会議員懇談会[43]
- 神道政治連盟国会議員懇談会[43]
- 国際観光産業振興議員連盟（パチンコ議連）
- TPP交渉における国益を守り抜く会
- 日本の未来を考える勉強会[44]

## 選挙歴
| 当落 | 選挙                     | 執行日         | 年齢 | 選挙区             | 政党       | 得票数     | 得票率 | 定数 | 得票順位 /候補者数 | 政党内比例順位 /政党当選者数 |
| ---- | ------------------------ | -------------- | ---- | ------------------ | ---------- | ---------- | ------ | ---- | ------------------ | ---------------------------- |
| 当   | 2007年北海道議会議員選挙 | 2007年4月8日   | 46   | 札幌市豊平区選挙区 | 無所属     | 2万7930票  | 28.56% | 3    | 1/4                | /                            |
| 当   | 2011年北海道議会議員選挙 | 2011年4月10日  | 51   | 札幌市豊平区選挙区 | 自由民主党 | 2万9793票  | 31.55% | 3    | 1/5                | /                            |
| 当   | 第46回衆議院議員総選挙   | 2012年12月16日 | 52   | 北海道第3区        | 自由民主党 | 8万8360票  | 36.88% | 1    | 1/5                | /                            |
| 当   | 第47回衆議院議員総選挙   | 2014年12月14日 | 54   | 北海道第3区        | 自由民主党 | 9万2649票  | 39.47% | 1    | 1/4                | /                            |
| 落   | 第48回衆議院議員総選挙   | 2017年10月22日 | 57   | 北海道3区          | 自由民主党 | 11万8961票 | 45.64% | 1    | 2/2                | 4/3                          |
| 当   | 第49回衆議院議員総選挙   | 2021年10月31日 | 61   | 北海道第3区        | 自由民主党 | 11万6917票 | 44.66% | 1    | 1/3                | /                            |
| 落   | 第50回衆議院議員総選挙   | 2024年10月27日 | 64   | 北海道第3区        | 自由民主党 | 8万3089票  | 34.63% | 1    | 2/5                | 4/3                          |